# Shannon (Illinois)
Shannon es una villa ubicada en el condado de Carroll en el estado estadounidense de Illinois. En el Censo de 2010 tenía una población de 757 habitantes y una densidad poblacional de 610,19 personas por km².

## Geografía
Shannon se encuentra ubicada en las coordenadas 42°9′9″N 89°44′25″O / 42.15250, -89.74028. Según la Oficina del Censo de los Estados Unidos, Shannon tiene una superficie total de 1.24 km², de la cual 1.24 km² corresponden a tierra firme y (0%) 0 km² es agua.

## Demografía
Según el censo de 2010, había 757 personas residiendo en Shannon. La densidad de población era de 610,19 hab./km². De los 757 habitantes, Shannon estaba compuesto por el 98.28% blancos, el 0.13% eran afroamericanos, el 0.4% eran amerindios, el 0.13% eran asiáticos, el 0% eran isleños del Pacífico, el 0% eran de otras razas y el 1.06% pertenecían a dos o más razas. Del total de la población el 1.59% eran hispanos o latinos de cualquier raza.